# Choindez
Choindez (ancien nom allemand : Schwändi) est un hameau de Courrendlin, situé dans le canton du Jura, en Suisse.

## Géographie
Le village est situé sur le territoire de la commune de Courrendlin, dans une cluse découlant d'un évasement des gorges de Moutier en direction de Tavannes, dans le massif du Jura.

## Historique
Choindez se développe dans la seconde moitié du XIXe siècle à la suite de la création en 1846 d'une fonderie par le groupe Von Roll spécialisée dans le traitement du minerai de fer extrait de la vallée de Delémont. Le centre, qui fabrique principalement des tuyaux et des moules en fonte, devient l'un des principaux centres sidérurgiques de Suisse, culminant à plus de 700 ouvriers en 1913, dont une grande partie était d'origine suisse allemande. 
Actuellement la fonderie de Choindez est toujours active dans la production de tuyaux en fonte ductile à revêtement intérieur et extérieur PUR. La société est aujourd'hui active sous le nom de vR production (Choindez) SA, société du groupe vonRoll Infratec SA. Le site est uniquement destiné à la production, la vente des produits étant gérée par la société vonRoll Hydro. 
Depuis quelques années, une halle est également destinée à la mobilité électrique avec le développement et la production de véhicules électriques et de bornes de recharge sous le nom de vR bikes. 
En 2017, une centaine de personnes travaillent encore sur le site de Choindez (l'automatisation du processus ayant évolué au fil des années). 
Un musée retraçant l'histoire du groupe vonRoll est également sur place et des visites guidées sont organisées sur demande ou lors de certains évènements. 
Dès 2009, le site de Choindez fait l’objet d’importants travaux de tunnelage pour la portion 8 de l’autoroute A16, appelée la Transjurane. En particulier, un tunnel monotube de 2,9 km, doublé d'une galerie de sécurité, est considéré comme « l'un des principaux ouvrages - sinon le principal - qui composent la section 8 de l'A16 ».